# Laxitextum lutescens
Laxitextum lutescens är en svampart som beskrevs av Hjortstam & Ryvarden 1981. Laxitextum lutescens ingår i släktet Laxitextum och familjen Hericiaceae.   Inga underarter finns listade i Catalogue of Life.